# Barton-McCombie-desoxygenering
De Barton-McCombie-desoxygenering is een organische reactie, waarmee een hydroxylgroep van een alcohol kan vervangen worden door een waterstofatoom. Ze is genoemd naar de Britse Nobelprijswinnaar Sir Derek Barton en diens landgenoot Stuart W. McCombie.
De reactie verloopt in twee stappen. Eerst wordt het alcohol omgezet in een thio-ester met behulp van een thiocarbonylverbinding zoals o-fenylchloorthioformiaat (R2 is dan een fenylgroep). De tweede stap is de radicalaire desoxygenering met tributyltinhydride, en azobisisobutyronitril (AIBN) als typische bron van radicalen.
Er bestaan vele variaties op dit schema. In plaats van het toxische en dure tributyltinhydride kan men voor de desoxygenering alternatieve reductiemiddelen (die waterstofatomen leveren) gebruiken, bijvoorbeeld fenylsilaan, difenylsilaan of trifenylsilaan. Tributyltinoxide is bruikbaar als alternatieve bron van radicalen. 1,1'-thiocarbonyldi-imidazool kan als thiocarbonylverbinding ingezet worden, zoals in dit reactieschema: